# Хасэгава, Кадзуо
Кадзуо Хасэгава (яп. 長谷川 一夫 Хасэгава Кадзуо, 27 февраля 1908 года, Киото - 6 апреля 1984 года, Токио) — японский актёр театра, кино и телевидения. Снялся за свою кинокарьеру приблизительно в трёхстах кинофильмах (1927—1963 годы).

## Вехи биографии и карьеры
- 27 февраля 1908 — Рождение будущего актёра.
- 1913 (в 5-летнем возрасте) — Начало карьеры как актёра кабуки (в амплуа оннагата, то есть исполнителя женских ролей) в труппе своего родственника Накамуры Гандзиро[яп.] в театре «Сётику-дза»[яп.]. В течение кабуки карьеры Кадзуо Хасэгава пользовался именами Накамура Кадзуо, Араси Кадзуо, Хаяси Тёмару[1].

Несмотря на более чем успешную кинокарьеру, Хасэгава в течение всей жизни оставался и театральным актёром и участвовал в постановках ряда театров, включая «Такарадзуку» в Токио, Shin Kabukiza в Осаке и Токио, Mizono-za и Chunichi в Нагое и другие.
- 1927 — Дебют в кино на киностудии «Сётику» под псевдонимом Тёдзиро Хаяси. Хасэгава проработал в штате этой студии около 10 лет, снявшись за это время приблизительно в 120 фильмах.
- 1930 — Первый брак с Тами Накамурой; закончился разводом в 1942 году, без детей.
- 1937 — Переход актёра на студию «Тохо». Переход вызвал конфликт с прежним нанимателем и вынудил актёра отказаться от псевдонима Тёдзиро Хаяси, на которое был подписан расторгнутый контракт; с этих пор он снимался под своим реальным именем Кадзуо Хасэгава. Также с этим конфликтом связывают произошедшее в этом же году вооружённое нападение на актёра, оставившее ему шрам на правой щеке, но увеличившее ему популярность[2][6].
- 1942 — Основание собственной театральной труппы Shin Engiza, впоследствии (с 1948) ставшей и киностудией. В этом же году актёр вступает во второй брак с Сигэ Иидзимой.
- 1946 — Начало работы со студией Shin-Toho.
- 1949—1963 — Актёрская, а с 1957 — и административная работа на студии Daiei.
- 1964 — Хасэгава заканчивает свою карьеру на большом экране, однако продолжает работу в театре, участвует в съёмках на телевидении[7].
- 1978 — Кадзуо Хасэгава удостаивается Ордена Священного сокровища 3-й степени по представлению Министерства образования Японии.
- 6 апреля 1984 — Смерть актёра. Кадзуо Хасэгава похоронен на кладбище Янака в Токио[8]. Посмертно актёр был удостоен премии Народного Почёта.

## Награды и призы
- Спецприз «Популярность» кинопремии «Голубая лента» (1953)
- Премия им. Кикути Кана (1958)
- Медаль Почёта с пурпурной лентой (1965)
- Орден Священного сокровища 3 класса (1978)
- Премия Народного Почёта (1984)

## Книги об актёре
- Ямамура, Миса (яп. 山村 美紗). 小説 長谷川一夫 男の花道. — Токио: Издательство «Ёмиури симбун», 1985., переиздано в 1989.
- 別冊太陽 長谷川一夫をめぐる女優たち. — Токио: «Хэйбонся»[яп.], 1986.
- Яно, Сэйити (яп. 矢野 誠一). 二枚目の疵 長谷川一夫の春夏秋冬. — Токио: «Бунгэйсюндзю»[англ.], 2004. — 262 с. — ISBN 978-4163661803. (биография)
- Хасэгава, Киё (яп. 長谷川 稀世). "Изменчивый Тёдзиро" = 長二郎変化. — 2008. — 171 с. — ISBN 978-4763008336. К столетней годовщине актёра.

## Фильмография
Полная фильмография Кадзуо Хасэгавы насчитывает, по разным источникам, от 290 до 301 кинофильма и участие в нескольких телесериалах.
Среди множества образов актёра выделяются несколько неоднократно отыгранных им «фирменных ролей»:
- Связка ролей: Ямитаро, актёр-оннагата Накамура Юкинодзё и его мать — в нескольких экранизациях романа Отокити Миками[яп.] 1934 года «Месть Юкинодзё» (яп. 雪之丞変化, Yukinojō henge; букв. «Юкинодзё-оборотень»). Именно этот сюжет был выбран для его предпоследнего фильма 1963, который считается своего рода его юбилеем (трёхсотым фильмом в карьере).
Помимо Юкинодзё, Хасэгава сыграл роли ещё пятерых исторических актёров кабуки.
- Даймё Асано Такуми-но-Ками Наганори[англ.] и его главный вассал[англ.] Оиси Кураносукэ в ряде экранизаций исторического предания о сорока семи ронинах.
- Полицейский детектив Дзэнигата Хэйдзи[англ.] в 18 кинофильмах 1949—1961 годов по серии рассказов Кодо Номуры[англ.].

### Кинофильмы с участием под псевдонимом Тёдзиро Хаяси

#### Кинофильмы 1927-1929-го годов
| Год  | Японское название      | Транслитерация    | Английское название | Русское название       | Роли                |
| ---- | ---------------------- | ----------------- | ------------------- | ---------------------- | ------------------- |
| 1927 | 稚児の剣法\|稚児の剣法 | Chigo no kenpō    |                     | Юный фехтовальщик      | Итидзиро            |
| 1927 | お嬢吉三               | Ojō Kichizō       |                     |                        |                     |
| 1927 | 乱軍                   | Rangun            |                     | (букв. Рукопашный бой) |                     |
| 1927 | 鬼あざみ               | Oni azami         |                     |                        | Рэйдзабуро          |
| 1927 | 勤王時代               | Kinnō jidai       |                     |                        | Китиносукэ          |
| 1927 | 板割浅太郎             | Itawari Asatarō   |                     |                        |                     |
| 1927 | 女夫星                 | Jofusei           |                     |                        |                     |
| 1927 | 御用船                 | Goyōsen           |                     |                        |                     |
| 1927 | 破れ編笠               | Yabure amigasa    |                     |                        | Янасэ Тодзюро       |
| 1927 | 暁の勇士               | Akatsuki no yūshi |                     | Воин утренней зари     | Рютаро              |
| 1927 | 紅涙                   | Korui             |                     | Горькие слёзы          | Фуюки Юносукэ       |
| 1927 | 蝙蝠草紙               | Komori-zoshi      |                     |                        | Синсукэ             |
| 1927 | 月下の狂刃             | Gekka no kyoba    |                     |                        |                     |
| 1927 | 天保悲剣録             | Tempo hiken-roku  |                     |                        | Минамидзё Синносукэ |

| Год  | Японское название | Транслитерация       | Английское название                                             | Русское название            | Роли                    |
| ---- | ----------------- | -------------------- | --------------------------------------------------------------- | --------------------------- | ----------------------- |
| 1928 | 弁天小僧          | Benten-kozo          | Benten Kozo                                                     | Бентэн Кодзо                | Бентэн Кодзо Кикуносукэ |
| 1928 | 京洛秘帖          | Kyōraku hichō        | Kyoraku hicho                                                   | Секреты столицы             |                         |
| 1928 | 海国記            | Kaikoku-ki           |                                                                 | Летопись страны на островах | Сирогоро (второй сын)   |
| 1928 | 風雲城史          | Fūunjō-shi           |                                                                 | Замок грозового ветра       | Айдзава Симпати         |
| 1928 | 長恨夜叉          | Chokon yasha         |                                                                 |                             |                         |
| 1928 | 十字路            | Jûjiro               | Jujiro / Crossroads / Shadows of the Yoshiwara / Slums of Tokyo | Перекрёсток                 |                         |
| 1928 | 篝火              | Kagaribi             |                                                                 | Сигнальный костёр           |                         |
| 1928 | 白井権八          | Shirai Gonpachi      | Shirai Gonpachi                                                 | Сираи Гомпати               | Сираи Гомпати           |
| 1928 | 大瀬半五郎        | Ose Hangorō          |                                                                 |                             |                         |
| 1928 | 怪盗沙弥麿        | Kaito Sayamaro       |                                                                 |                             |                         |
| 1928 | 剣の血煙          | Tsurugi no chikemuri |                                                                 | Кровь меча                  |                         |
| 1928 | 人非人            | Ninpinin             |                                                                 | Изверг                      |                         |
| 1928 | 江戸育ち          | Edo sodachi          |                                                                 | Эдоское воспитание          |                         |
| 1928 | 切られ与三        | Kirare Yosa          |                                                                 |                             |                         |
| 1928 | 時雨笠            | Shigure-gasa         |                                                                 |                             |                         |
| 1928 | 人形武士          | Ningyo bushi         |                                                                 |                             |                         |
| 1928 | 鳥辺山心中        | Toribeyama shinju    |                                                                 |                             |                         |

| Год  | Японское название | Транслитерация       | Английское название | Русское название       | Роли                      |
| ---- | ----------------- | -------------------- | ------------------- | ---------------------- | ------------------------- |
| 1929 | 黒手組助六        | Kurode-gumi Sukeroku |                     | Скэроку: «Чёрная рука» |                           |
| 1929 | 地獄街道          | Jigoku kaido         |                     | Адский тракт           |                           |
| 1929 | お坊吉三          | Obō Kichizō          |                     |                        | Обо Китидзо, Одзё Китидзо |
| 1929 | 吹雪峠            | Fubuki-toge          |                     | Буранный перевал       | Майсака Эйносукэ          |
| 1929 | 面影              | Omokage              |                     |                        |                           |
| 1929 | 槍の権三          | Yari no Gonzo        |                     |                        |                           |
| 1929 | 月形半平太        | Tsukigata Hanpeita   | Tsukigata Hanpeita  | Цукигата Хампэйта      | Цукигата Хампэйта         |
| 1929 | 伊勢音頭          | Ise ondo             |                     |                        |                           |
| 1929 | さんさ時雨        | Sanza shigure        |                     |                        |                           |
| 1929 | 地に叛くもの      | Ji ni somuku mono    |                     |                        |                           |
| 1929 | 狂へる名君        | Kuruheru meikun      |                     |                        |                           |

#### Кинофильмы 1930-1937-го годов
| Год  | Японское название  | Транслитерация         | Английское название | Русское название       | Роли               |
| ---- | ------------------ | ---------------------- | ------------------- | ---------------------- | ------------------ |
| 1930 | 野狐三次           | Nogitsune Sanji        |                     |                        |                    |
| 1930 | 時勢は移る         | Jisei wa utsuru        |                     |                        |                    |
| 1930 | 直侍               | Jikizamurai            |                     |                        |                    |
| 1930 | 冬木心中           | Fuyuki shinjū          |                     |                        | Яматоя Хэйтаро     |
| 1930 | 松平長七郎         | Matsudaira Chōshichirō |                     | Мацудайра Тёситиро     | доверенный самурай |
| 1930 | 関の弥太っぺ       | Seki no Yatappe        |                     |                        | Сэки но Ятаро      |
| 1930 | 浪花かがみ         | Naniwa kagami          |                     |                        |                    |
| 1930 | かたわ雛           | Katawa hiyoko          |                     |                        |                    |
| 1930 | 薩南総動員         | Satsunan sōdōin        |                     |                        |                    |
| 1930 | 千代田の刃場       | Chiyoda no ninjo       |                     |                        |                    |
| 1930 | 蒲田ビックパレード | Kamata bikku pareedo   |                     | Большой парад в Камате |                    |

| Год  | Японское название         | Транслитерация                        | Английское название | Русское название | Роли                                  |
| ---- | ------------------------- | ------------------------------------- | ------------------- | ---------------- | ------------------------------------- |
| 1931 | 吹雪に叫ぶ狼              | Fubuki ni sakebu o: kami              |                     |                  |                                       |
| 1931 | 美女夫左京                | Bijo Sakyō                            |                     |                  |                                       |
| 1931 | 紋三郎の秀                | Monzaburō no Hide                     |                     |                  | Хидэгоро                              |
| 1931 | 黎明以前                  | Reimei izen                           |                     |                  | Хэйроку                               |
| 1931 | 十六夜清心                | Jurokuya seishin                      |                     |                  |                                       |
| 1931 | 馬頭の銭 化粧菩薩の巻     | Batō no zeni: Keshō-bosatsu no maki   |                     |                  | Гэнда Матагоро (грабитель на дорогах) |
| 1931 | かごや大納言              | Kagoya Dainagon                       |                     |                  | Токугава-но Мунэхару                  |
| 1931 | 馬頭の銭 黄金乱舞の巻     | Batō no zeni: Ōgon ranbu no maki      |                     |                  | Гэнда Матагоро (грабитель на дорогах) |
| 1931 | 女難の与右衛門            | Jonan no Yōemon                       |                     |                  |                                       |
| 1931 | 投げ節弥之助 みちのくの巻 | Nagebushi Yanosuke: Michinoku no maki |                     |                  | Нагэбуси Яносукэ                      |
| 1931 | 投げ節弥之助 江戸の巻     | Nagebushi Yanosuke: Edo no maki       |                     |                  | Нагэбуси Яносукэ                      |
| 1931 | 悲恋火焔塚                | Hiren hien-zuka                       |                     |                  |                                       |

| Год  | Японское название      | Транслитерация                      | Английское название | Русское название                              | Роли                                          |
| ---- | ---------------------- | ----------------------------------- | ------------------- | --------------------------------------------- | --------------------------------------------- |
| 1932 | 弥次喜多 美人騒動      | Yaji Kita bijn sōdō                 |                     |                                               |                                               |
| 1932 | 金色夜叉               | Konjiki-yasha                       |                     | «Золотой демон» / Ростовщик                   | Хадзама Канъити                               |
| 1932 | 旅草鞋故郷の唄         | Tabi waraji kokyo no uta            |                     |                                               |                                               |
| 1932 | 鼠小僧次郎吉           | Nezumi-kozo Jirokichi               |                     | Нэзуми-кодзо Дзирокити / «Крысеныш» Дзирокити | вор Нэзуми-кодзо Дзирокити, ронин Синкуро     |
| 1932 | 祭唄美代吉殺し         | Matsuri-uta Miyokichi goroshi       |                     |                                               |                                               |
| 1932 | 陸軍大行進             | Rikigun daikōshin                   |                     | Великий поход                                 | Омура Масудзиро                               |
| 1932 | 江戸ごのみ 両国双紙    | Edo gonomi Ryōgoku-zoshi            |                     |                                               |                                               |
| 1932 | 髪結新三               | Kamiyui Shinza                      |                     |                                               |                                               |
| 1932 | 怒濤の騎士             | Dotō no kishi                       |                     |                                               |                                               |
| 1932 | 不如帰                 | Hototogisu                          |                     | Кукушка                                       |                                               |
| 1932 | 鼠小僧次郎吉 解決篇    | Nezumi-kozo Kirokichi: Kaiketsu-hen |                     | Нэзуми-кодзо Дзирокити: Окончание             | вор Нэзуми-кодзо Дзирокити, Ёронин Синкуро    |
| 1932 | 菊五郎格子 前篇        | Kikugorō gōshi zenpen               |                     |                                               | ронин Матасиро                                |
| 1932 | 忠臣蔵 前篇 赤穂京の巻 | Chūshingura zenpen: Akō-kyō no Maki |                     | Тюсингура, часть 1: Книга Ако                 | Асано Такуми-но-Ками Наганори, Ёсида Саваэмон |
| 1932 | 忠臣蔵 後篇 江戸の巻   | Chūshingura kōhen: Edo no Maki      |                     | Тюсингура, часть 2: Книга Эдо                 | Асано Такуми-но-Ками Наганори, Ёсида Саваэмон |
| 1932 | 仇討兄弟鑑             | Adauchi kyōdai kagami               |                     |                                               | Гэндо (младший брат)                          |

| Год  | Японское название       | Транслитерация                          | Английское название      | Русское название                   | Роли                                                |
| ---- | ----------------------- | --------------------------------------- | ------------------------ | ---------------------------------- | --------------------------------------------------- |
| 1933 | 菊五郎格子 後篇         | Kikugorō gōshi kōhen                    |                          |                                    | ронин Матасиро                                      |
| 1933 | 天一坊と伊賀亮          | Ten-ichibō to Iganosuke                 |                          |                                    |                                                     |
| 1933 | 侠客春雨傘              | Kyōkaku harusame-gasa                   |                          |                                    |                                                     |
| 1933 | 刺青判官                | Irezumi hangan                          | The Official with Tattoo | Наместник с татуировкой            | судья и детектив Тояма но Кин-сан, он же Хякуносукэ |
| 1933 | 二つ燈籠                | Futatsu dōrō                            |                          |                                    |                                                     |
| 1933 | 刺青判官 百さん危難の巻 | Irezumi hangan: Hyaku-san kinan no maki |                          |                                    | Тояма но Кин-сан / Хякуносукэ                       |
| 1933 | 刺青判官 完結篇         | Irezumi hangan: Kanketsu-hen            |                          | Наместник с татуировкой: Окончание | Тояма но Кин-сан / Хякуносукэ                       |
| 1933 | 鯉名の銀平              | Koina no Ginpei                         |                          |                                    | Койна но Гимпэй                                     |
| 1933 | 初陣                    | Uijin                                   |                          | Первый бой / Боевое крещение       |                                                     |
| 1933 | 弥次喜多                | Yaji Kita                               |                          | Ядзи и Кита                        |                                                     |

| Год  | Японское название       | Транслитерация                          | Английское название | Русское название   | Роли               |
| ---- | ----------------------- | --------------------------------------- | ------------------- | ------------------ | ------------------ |
| 1934 | 沓掛時次郎              | Kutsukake Tokijirō                      | Kutsukake Tokijiro  | Куцукакэ Токидзиро | Куцукакэ Токидзиро |
| 1934 | 石井常右衛門            | Ishii Tsuneemon                         |                     | Исии Цунеэмон      |                    |
| 1934 | 夜襲本能寺              | Yashū Honnōji                           |                     |                    |                    |
| 1934 | 明暦名剣士              | Meireki meikenshi                       |                     |                    |                    |
| 1934 | 月形半平太              | Tsukigata Hanpeita                      | Tsukigata Hanpeita  | Цукигата Хампэйта  | Цукигата Хампэйта  |
| 1934 | 奴かゞみ山              | Yakka Kagami-san                        |                     |                    |                    |
| 1934 | 一本刀土俵入り          | Ippon-gatana dohyōiri                   |                     |                    | Комагата Мохэй     |
| 1934 | 林蔵出世旅              | Rinzo shusse-tabi                       |                     |                    |                    |
| 1934 | 江戸は移る              | Edo wa utsuru                           |                     |                    |                    |
| 1934 | 源三郎異変 必殺剣鬼の巻 | Genzaburo ihen: Hissatsuken oni no maki |                     |                    | Ёкода Гэндзабуро   |
| 1934 | 源三郎異変 絢爛恋慕の巻 | Genzaburo ihen: Shokuran renbo no maki  |                     |                    | Ёкода Гэндзабуро   |
| 1934 | 私の兄さん              | Watashi no niisan                       |                     | Мой старший брат   | Фумио              |
| 1934 | 侠客曾我                | Kyōkaku Soga                            |                     |                    |                    |

| Год  | Японское название    | Транслитерация                       | Английское название                            | Русское название | Роли                                       |
| ---- | -------------------- | ------------------------------------ | ---------------------------------------------- | ---------------- | ------------------------------------------ |
| 1935 | 花婿の寝言           | Hanayome no negoto                   |                                                |                  | Ясуо (жених)                               |
| 1935 | 母の愛 苦闘篇 愛児篇 | Haha no ai: Kutō no hen, aiji no hen |                                                |                  |                                            |
| 1935 | くらやみの丑松       | Kurayami no Ushimatsu                |                                                |                  |                                            |
| 1935 | 浪人旅殺生菩薩       | Rōnintabi sesshō bosatsu             |                                                |                  |                                            |
| 1935 | 雪之丞変化 第一篇    | Yukinojō henge I                     | The Revenge of Yukinojō / Yukinojo the Phantom | Месть Юкинодзё   | актёр Юкинодзё, вор Ямитаро, мать Юкинодзё |
| 1935 | 雪之丞変化 第二篇    | Yukinojō henge II                    | The Revenge of Yukinojō II                     | Месть Юкинодзё-2 | Юкинодзё, Ямитаро, мать Юкинодзё           |
| 1935 | かごや判官           | Kagoya hangan                        |                                                | Судья-корзинщик  | наместник Оока Этидзэн-но-Ками             |
| 1935 | 天保安兵衛           | Tenpō Yasubei                        |                                                |                  |                                            |
| 1935 | め組の喧嘩           | Megumi no kenka                      |                                                |                  |                                            |

| Год  | Японское название   | Транслитерация                   | Английское название                 | Русское название           | Роли                                       |
| ---- | ------------------- | -------------------------------- | ----------------------------------- | -------------------------- | ------------------------------------------ |
| 1936 | 雪之丞変化 解決篇   | Yukinojō henge: Kaiketsu-hen     | The Revenge of Yukinojō: Final part | Месть Юкинодзё: Завершение | актёр Юкинодзё, вор Ямитаро, мать Юкинодзё |
| 1936 | お夏清十郎          | Onatsu Seijūrō                   |                                     |                            | Сэйдзюро                                   |
| 1936 | 荒川の佐吉          | Arakawa no Sakichi               |                                     | Аракава-но Сакити          | Аракава-но Сакити                          |
| 1936 | 踊る名君            | Odoru Meikun                     |                                     |                            |                                            |
| 1936 | 鳥辺心中 お染半九郎 | Toribeyama shinjū: Osome Hankurō |                                     |                            | Ханкуро                                    |
| 1936 | 春姿五人男          | Harusugata gonin-otoko           |                                     |                            |                                            |

| Год  | Японское название              | Транслитерация                                         | Английское название | Русское название                                             | Роли                          |
| ---- | ------------------------------ | ------------------------------------------------------ | ------------------- | ------------------------------------------------------------ | ----------------------------- |
| 1937 | 大阪夏の陣                     | Oosaka natsu-no-jin                                    |                     | Летняя осада Осакского замка                                 | Сакадзаки Идзумо-но-Ками      |
| 1937 | 旅の陽炎                       | Tabi no kagerō                                         |                     |                                                              |                               |
| 1937 | 元禄快挙余譚 土屋主税 落花の巻 | Genroku kaikyo yotan: Tsuchiya Chikara, Rakka no maki  |                     |                                                              | Цутия Тикара, Сугино Дзюбэйта |
| 1937 | 鈴ケ森                         | Suzugamori                                             |                     | Судзугамори                                                  |                               |
| 1937 | 元禄快挙余譚 土屋主税 雪解篇   | Genroku kaikyo yotan: Tsuchiya Chikara, Sekkai no maki |                     |                                                              | Цутия Тикара, Сугино Дзюбэйта |
| 1937 | 蒙古襲来 敵国降伏              | Mōko shurai: Tekikoku Kōfuku                           |                     | Вторжение монголов: враг разбит                              | Ходзё Токимунэ                |
| 1937 | 番町皿屋敷                     | Bancho sarayashiki                                     |                     | Бантё Сараясики / История Девяти Тарелок из особняка в Бантё | хатамото Аояма Харима         |
| 1937 | 源九郎義経                     | Genkurō Yoshitsune                                     |                     | Минамото-но Ёсицунэ                                          | Минамото-но Ёсицунэ           |

### Кинофильмы с участием под подлинным именем Кадзуо Хасэгава

#### Кинофильмы 1938—1939 годов
| Год  | Японское название | Транслитерация       | Английское название | Русское название | Роли            |
| ---- | ----------------- | -------------------- | ------------------- | ---------------- | --------------- |
| 1938 | 藤十郎の恋        | Tōjūrō no koi        |                     | Любовь Тодзюро   | Саката Тодзюро  |
| 1938 | 瞼の母            | Mabuta no haha       |                     |                  | Бамба-но Тютаро |
| 1938 | 鶴八鶴次郎        | Tsuruhachi Tsurujiro |                     |                  | Цурудзиро       |
| 1938 | 月下の若武者      | Gekka no wakamusha   |                     | Лунный воин      |                 |

| Год  | Японское название | Транслитерация         | Английское название  | Русское название           | Роли                                          |
| ---- | ----------------- | ---------------------- | -------------------- | -------------------------- | --------------------------------------------- |
| 1939 | 浪人吹雪          | Rōnin fubuki           |                      |                            | Фува Кадзуэмон, Асано Такуми-но-Ками Наганори |
| 1939 | 忠臣蔵 前篇       | Chūshingura zenpen     | Chushingura, Part I  | Тюсингура. Часть I         | Асано Такуми-но-Ками Наганори                 |
| 1939 | 忠臣蔵 後篇       | Chūshingura kōhen      | Chushingura, Part II | Тюсингура. Часть II        | Асано Такуми-но-Ками Наганори                 |
| 1939 | 喧嘩鳶 前篇       | Kenka-tobi zenpen      |                      | Схватка коршунов. Часть I  | Кагатоби Китигоро                             |
| 1939 | 喧嘩鳶 後篇       | Kenka-tobi kōhen       |                      | Схватка коршунов. Часть II | Кагатоби Китигоро                             |
| 1939 | 越後獅子祭        | Echigo-jishi matsuri   |                      |                            | Катагай-но Хансиро                            |
| 1939 | 白蘭の歌 前篇     | Byakuran no uta zenpen |                      |                            | Мацумура Кокити                               |
| 1939 | 白蘭の歌 後篇     | Byakuran no uta kōhen  |                      |                            | Мацумура Кокити                               |
| 1939 | 御存知東男        | Gozonji asumaotoko     |                      | Мудрец с востока           |                                               |

#### Кинофильмы 1940-х годов
| Год  | Японское название | Транслитерация           | Английское название | Русское название            | Роли                          |
| ---- | ----------------- | ------------------------ | ------------------- | --------------------------- | ----------------------------- |
| 1940 | 仇討ごよみ        | Adauchi goyomi           |                     |                             | Синсаку (член клана Окадзаки) |
| 1940 | 蛇姫様            | Hebihime-sama            |                     | Принцесса змей              | Хинокия Сэнтаро               |
| 1940 | 支那の夜 前篇     | Shina no yoru: zenpen    |                     | Китайский вечер. Часть I    | Хасэ Тэцуо                    |
| 1940 | 支那の夜 後篇     | Shina no yoru: kōhen     |                     | Китайский вечер. Часть II   | Хасэ Тэцуо                    |
| 1940 | 続蛇姫様          | Zoku Hebihime-sama       |                     | Принцесса змей. Продолжение | Хинокия Сэнтаро               |
| 1940 | 燃ゆる大空        | Moyuru ōzora             |                     | Пылающие небеса             | военврач Охаси                |
| 1940 | 熱砂の誓ひ 前篇   | Nessa no chikahi: zenpen |                     |                             | Сугияма Кэйдзи                |
| 1940 | 熱砂の誓ひ 後篇   | Nessa no chikahi: kōhen  |                     |                             | Сугияма Кэйдзи                |

| Год  | Японское название           | Транслитерация                      | Английское название | Русское название        | Роли                            |
| ---- | --------------------------- | ----------------------------------- | ------------------- | ----------------------- | ------------------------------- |
| 1941 | 昨日消えた男                | Sakujitsu kieta otoko               |                     |                         | Бункити                         |
| 1941 | 長谷川・ロッパの 家光と彦左 | Hasegawa-Roppa no Iemitsu to Hikosa |                     | Иэмицу и Хикоса         | Токугава Иэмицу, Кавамура Кэйбу |
| 1941 | をり鶴七変化 前篇           | Orizushichi nana-henge: zenpen      |                     |                         | актёр Итикава Кодандзи          |
| 1941 | をり鶴七変化 後篇           | Orizushichi nana-henge: kōhen       |                     |                         | Итикава Кодандзи                |
| 1941 | 阿波の踊子                  | Awa no odoriko                      |                     | Танцовщица из Авы       |                                 |
| 1941 | 川中島合戦                  | Kawanakajima gassen                 |                     | Битва при Каванакадзима | слуга Хякудзо                   |
| 1941 | 男の花道                    | Otoko no hanamichi                  |                     |                         | актёр Накамура Утаэмон III      |

| Год  | Японское название | Транслитерация | Английское название | Русское название                 | Роли        |
| ---- | ----------------- | -------------- | ------------------- | -------------------------------- | ----------- |
| 1942 | 待って居た男      | Matteita otoko |                     |                                  |             |
| 1942 | 婦系図            | Onna keizu     |                     | Родословная женщины              | Хаясэ Мондо |
| 1942 | 続婦系図          | Onna keizu     |                     | Родословная женщины. Продолжение | Хаясэ Мондо |

| Год  | Японское название | Транслитерация      | Английское название | Русское название | Роли           |
| ---- | ----------------- | ------------------- | ------------------- | ---------------- | -------------- |
| 1943 | 伊那の勘太郎      | Ina no Kantarō      |                     |                  | Ина-но Кантаро |
| 1943 | 音楽大進軍        | Ongaku dai-shingun  |                     |                  |                |
| 1943 | 名人長次彫        | Meijin Chōji-bori   |                     |                  | мастер Тёдзи   |
| 1943 | 進め独立旗        | Susume dokuritsu-ki |                     |                  |                |
| 1943 | 秘めたる覚悟      | Himetaru kakugo     |                     |                  |                |

| Год  | Японское название | Транслитерация   | Английское название | Русское название | Роли |
| ---- | ----------------- | ---------------- | ------------------- | ---------------- | ---- |
| 1944 | 韋駄天街道        | Idaten kaidō     |                     |                  |      |
| 1944 | 芝居道            | Shibai-dō        |                     |                  |      |
| 1944 | 命の港            | Inochi no minato |                     |                  |      |

| Год  | Японское название     | Транслитерация                    | Английское название                 | Русское название                 | Роли              |
| ---- | --------------------- | --------------------------------- | ----------------------------------- | -------------------------------- | ----------------- |
| 1945 | 後に続くを信ず        | Ato ni tsuzuku o shinzu           |                                     |                                  |                   |
| 1945 | 三十三間堂 通し矢物語 | Sanjūsangen-dō toshiya monogatari | A Tale of Archers at Sanjusangen-Do | История лучников Сандзюсангэн-до | Хосино Кандзаэмон |

| Год  | Японское название | Транслитерация     | Английское название | Русское название  | Роли    |
| ---- | ----------------- | ------------------ | ------------------- | ----------------- | ------- |
| 1946 | 檜舞台            | Hinokibutai        |                     | Кипарисовая сцена |         |
| 1946 | 或る夜の殿様      | Aru yo no tonosama | Lord for a night    | Даймё на час      | Киитиро |
| 1946 | 霧の夜ばなし      | Kiri no yobanashi  |                     |                   |         |

| Год  | Японское название       | Транслитерация             | Английское название                 | Русское название            | Роли       |
| ---- | ----------------------- | -------------------------- | ----------------------------------- | --------------------------- | ---------- |
| 1947 | 東宝千一夜              | Tōhō Sen-ichi-ya           | A Thousand and One Nights with Toho | Тысяча и одна ночь с «Тохо» | (сам себя) |
| 1947 | さくら音頭 今日は踊って | Sakura-ondo: Kyō wa odotte |                                     |                             |            |
| 1947 | 大江戸の鬼              | Oedo no oni                |                                     | Демон Большого Эдо          |            |
| 1947 | ぼんぼん                | Bonbon                     |                                     |                             | Ятаро      |

| Год  | Японское название    | Транслитерация          | Английское название | Русское название                             | Роли                           |
| ---- | -------------------- | ----------------------- | ------------------- | -------------------------------------------- | ------------------------------ |
| 1948 | 幽霊暁に死す         | Yūrei akatsuki ni shisu |                     | Смерть призрачного утра                      | Обата Хэйтаро, его сын Кохэйта |
| 1948 | 遊侠の群れ           | Yūkyō no mure           |                     |                                              | благотворитель                 |
| 1948 | 小判鮫 第一部 怒濤篇 | Koban-zame 1: Dogo-hen  |                     | Рыба-прилипала. Часть 1: Книга бушующих волн | Хякутаро                       |

| Год  | Японское название           | Транслитерация                                    | Английское название                                   | Русское название                                 | Роли                      |
| ---- | --------------------------- | ------------------------------------------------- | ----------------------------------------------------- | ------------------------------------------------ | ------------------------- |
| 1949 | 小判鮫 第二部 愛憎篇        | Koban-zame 2: Aizo-hen                            |                                                       | Рыба-прилипала. Часть 2: Книга любви и ненависти | Хякутаро                  |
| 1949 | 銭形平次捕物控 平次八百八町 | Zenigata Heiji torimono-hikae Heiji happyakuyachō | Zenigata Heiji the Detective: Heiji covers all of Edo |                                                  | детектив Дзэнигата Хэйдзи |
| 1949 | 足を洗った男                | Ashi o arrata otoko                               |                                                       |                                                  | Тояма но Кин-сан          |
| 1949 | 甲賀屋敷                    | Koga-yashiki                                      |                                                       |                                                  | Гэнносукэ                 |
| 1949 | 蛇姫道中                    | Hebihime dōchū                                    |                                                       | Путешествие принцессы змей                       | Сагава Кикуносукэ         |

#### Кинофильмы 1950-х годов
| Год  | Японское название | Транслитерация            | Английское название | Русское название                        | Роли              |
| ---- | ----------------- | ------------------------- | ------------------- | --------------------------------------- | ----------------- |
| 1950 | 続蛇姫道中        | Zoku Hebihime dōchū       |                     | Путешествие принцессы змей. Продолжение | Сагава Кикуносукэ |
| 1950 | 傷だらけの男      | Kizudarake no otoko       |                     |                                         | Маса              |
| 1950 | お富と与三郎 前篇 | Otomi to Yosaburo: zenpen |                     | Отоми и Ёсабуро. Часть I                | Ёсабуро           |
| 1950 | お富と与三郎 後篇 | Otomi to Yosaburo: kōhen  |                     | Отоми и Ёсабуро. Часть II               | Ёсабуро           |
| 1950 | 城ケ島の雨        | Jōgashima no ame          |                     | Дождь над Дзёгасимой                    |                   |
| 1950 | 千両肌            | Senryō-hada               |                     |                                         |                   |
| 1950 | 火の鳥            | Hi no tori                |                     | Феникс                                  |                   |
| 1950 | 鬼あざみ          | Oni azami                 |                     |                                         | Намиги Рэйдзабуро |
| 1950 | 紅蝙蝠            | Beni-komori               |                     |                                         |                   |

| Год  | Японское название       | Транслитерация                               | Английское название                  | Русское название                                   | Роли             |
| ---- | ----------------------- | -------------------------------------------- | ------------------------------------ | -------------------------------------------------- | ---------------- |
| 1951 | 阿修羅判官              | Ashura hangan                                |                                      |                                                    | Токугава Ёсимунэ |
| 1951 | 月の渡り鳥              | Tsuki no wataridori                          |                                      |                                                    | Гимпэй           |
| 1951 | 銭形平次                | Zenigata Heiji                               | Zenigata Heiji                       | Дзэнигата Хэйдзи                                   | Дзэнигата Хэйдзи |
| 1951 | 名月走馬燈              | Meigetsu somato                              |                                      |                                                    | Минокити         |
| 1951 | 折鶴笠                  | Orizuru-gasa                                 |                                      |                                                    | Какутаро         |
| 1951 | 源氏物語                | Genji monogatari                             | Genji monogatari / The Tale of Genji | Повесть о Гэндзи                                   | Хикару Гэндзи    |
| 1951 | 月から来た男            | Tsuki kara kita otoko                        |                                      |                                                    | Тодзава Кодзюро  |
| 1951 | 銭形平次捕物控 恋文道中 | Zenigata Heiji torimono-hikae: Koibumi dōchū |                                      | Дела Дзэнигаты Хэйдзи: Похождения любовного письма | Дзэнигата Хэйдзи |

| Год  | Японское название       | Транслитерация                               | Английское название                       | Русское название                 | Роли              |
| ---- | ----------------------- | -------------------------------------------- | ----------------------------------------- | -------------------------------- | ----------------- |
| 1952 | 治郎吉格子              | Jirokichi goshi                              |                                           |                                  | Дзирокити         |
| 1952 | 修羅城秘聞 双竜の巻     | Shura-jo hibun: Sōryū no maki                |                                           |                                  | Момотаро/Синдзиро |
| 1952 | 続修羅城秘聞 飛竜の巻   | Zoku shura-jo hibun: Hiun no maki            |                                           |                                  | Момотаро/Синдзиро |
| 1952 | 銭形平次捕物控 地獄の門 | Zenigata Heiji torimono-hikae: Jigoku no mon |                                           | Дела Дзэнигаты Хэйдзи: Врата Ада | Дзэнигата Хэйдзи  |
| 1952 | 振袖狂女                | Furisode kyōjo                               |                                           | Сумасшедшая в фурисодэ           |                   |
| 1952 | 勘太郎月夜唄            | Kantarō tsukiyōta                            |                                           | Лунная песня Кантаро             | Кантаро           |
| 1952 | 大仏開眼                | Daibutsu kaigen                              | Dedication of the Great Buddha / Daibutsu | Легенда о Великом Будде          | Такэто Кунихито   |
| 1952 | 風雲千両船              | Fūun senryō-bune                             |                                           |                                  | Такасуги Синсаку  |

| Год  | Японское название           | Транслитерация                                  | Английское название | Русское название                        | Роли                    |
| ---- | --------------------------- | ----------------------------------------------- | ------------------- | --------------------------------------- | ----------------------- |
| 1953 | 銭形平次捕物控 からくり屋敷 | Zenigata Heiji torimono-hikae: Karakuri yashiki |                     | Дела Дзэнигаты Хэйдзи: Дом с машинерией | Дзэнигата Хэйдзи        |
| 1953 | 浅間の鴉                    | Asama no karasu                                 |                     |                                         | Куцукакэ Токидзиро      |
| 1953 | 花の講道館                  | Hana no Kōdōkan                                 |                     |                                         |                         |
| 1953 | 獅子の座                    | Shishi no za                                    |                     | Трон Будды                              | Хосё Ягоро              |
| 1953 | 花の喧嘩状                  | Hana no kenka-jō                                |                     |                                         | Хантаро                 |
| 1953 | 地獄門                      | Jigokumon                                       | Gate of Hell        | Врата Ада                               | Эндо Морито Эндо Морито |
| 1953 | お祭半次郎                  | Omatsuri Hanjirō                                |                     |                                         | Хандзиро                |
| 1953 | 銭形平次捕物控 金色の狼     | Zenigata Heiji torimono-hikae: Konjiki no ōkami |                     | Дела Дзэнигаты Хэйдзи: Золотой волк     | Дзэнигата Хэйдзи        |

| Год  | Японское название       | Транслитерация                              | Английское название                                                           | Русское название                               | Роли                              |
| ---- | ----------------------- | ------------------------------------------- | ----------------------------------------------------------------------------- | ---------------------------------------------- | --------------------------------- |
| 1954 | 花の三度笠              | Hanano sandogasa                            |                                                                               |                                                | Араси Кумэкити («Ураганный Кумэ») |
| 1954 | 番町皿屋敷 お菊と播磨   | Banchō Sarayashiki: Okiku to Harima         |                                                                               | Окику и Харима                                 | Аояма Харима                      |
| 1954 | 酔いどれ二刀流          | Yoidore nito-ryū                            |                                                                               | (букв. «Пьяная школа» фехтования двумя мечами) |                                   |
| 1954 | 花の長脇差              | Hana no nagawakizashi                       |                                                                               |                                                | Мондзиро                          |
| 1954 | 知らずの弥太郎          | Shirazu no Yatarō                           |                                                                               |                                                | Ятаро                             |
| 1954 | 鉄火奉行                | Tekka bugyo                                 |                                                                               |                                                | Касаи Кохэйта                     |
| 1954 | 銭形平次捕物控 幽霊大名 | Zenigata Heiji torimono-hikae: Yūrei Daimyō | Zenigata Heiji: Ghost Lord                                                    | Дела Дзэнигаты Хэйдзи: Повелитель Призраков    | Дзэнигата Хэйдзи                  |
| 1954 | 近松物語                | Chikamatsu monogatari                       | The Crucified Lovers / The Tale of Crucified Lovers / A Story from Chikamatsu | Повесть Тикамацу                               | художник Мохэй                    |

| Год  | Японское название         | Транслитерация                             | Английское название | Русское название                           | Роли                 |
| ---- | ------------------------- | ------------------------------------------ | ------------------- | ------------------------------------------ | -------------------- |
| 1955 | 伊太郎獅子                | Itaro jishi                                |                     | Итаро-лев                                  | Кёдзука Итаро        |
| 1955 | 七つの顔の銀次            | Nanatsu no kao no Ginji                    |                     |                                            | портной Гиндзи       |
| 1955 | 麝香屋敷                  | Jakō yashiki                               |                     | Мускусный особняк                          |                      |
| 1955 | 薔薇はいくたびか          | Bara wa ikutabika                          |                     |                                            | Ямамура Гёфу         |
| 1955 | つばくろ笠                | Tsubakurogasa                              |                     |                                            | Хаятэ-но Тотаро      |
| 1955 | 藤十郎の恋                | Tōjūrō no Koi                              | Tōjūrō no Koi       | Любовь Тодзюро                             | актёр Саката Тодзюро |
| 1955 | 銭形平次捕物控 どくろ駕籠 | Zenigata Heiji torimono-hikae: Doguro-kago |                     | Дела Дзэнигаты Хэйдзи: Паланкин с черепами | Дзэнигата Хэйдзи     |
| 1955 | 長崎の夜                  | Nagasaki no yuro                           |                     | Вечер в Нагасаки                           |                      |
| 1955 | 俺は藤吉郎                | Ore wa Tōkichirō                           | I was Tokichiro     | Меня звали Токитиро                        | Ода Нобунага         |

| Год  | Японское название                 | Транслитерация                                           | Английское название                                                      | Русское название                                    | Роли                       |
| ---- | --------------------------------- | -------------------------------------------------------- | ------------------------------------------------------------------------ | --------------------------------------------------- | -------------------------- |
| 1956 | 花の渡り鳥                        | Hana no wataridori                                       | Racket and Love                                                          |                                                     |                            |
| 1956 | 新・平家物語 義仲をめぐる三人の女 | Shin Heike Monogatari Yoshinaka o meguru san-nin no onna | Yoshinaka                                                                | Ёсинака                                             | Минамото-но Ёсинака        |
| 1956 | 残菊物語                          | Zangiku monogatari                                       | Zangiku monogatari / The Story of the Last Chrysanthemums / Kabuki Elegy | '                                                   | актёр Оноэ Кикуносукэ II   |
| 1956 | 銭形平次捕物控 死美人風呂         | Zenigata Heiji torimono-hikae: Shibijin-buro             | Zenigata Heiji: Death of a Bathing Beauty / Sisters of Destiny           | Дела Дзэнигаты Хэйдзи: Смерть прекрасной купальщицы | Дзэнигата Хэйдзи           |
| 1956 | 鼠小僧忍び込み控                  | Nezumi-kozo shinobikomi-hikae                            |                                                                          |                                                     | вор Нэзуми-кодзо Дзирокити |
| 1956 | 銭形平次捕物控 人肌蜘蛛           | Zenigata Heiji torimono-hikae: Hitohada-gumo             |                                                                          |                                                     | Дзэнигата Хэйдзи           |
| 1956 | 逢いぞめ笠                        | Aizome-gasa                                              |                                                                          |                                                     | Хаятэ-но Тотаро            |
| 1956 | 月形半平太 花の巻 嵐の巻          | Tsukigata Hanpeita: Hana no maki; Arashi no maki         | Tsukigata Hanpeita: Hana no maki; Arashi no maki                         | Цукигата Хампэйта: книга цветов, книга бури         | Цукигата Хампэйта          |

| Год  | Японское название       | Транслитерация                                   | Английское название           | Русское название                        | Роли                       |
| ---- | ----------------------- | ------------------------------------------------ | ----------------------------- | --------------------------------------- | -------------------------- |
| 1957 | 銭形平次捕物控 まだら蛇 | Zenigata Heiji torimono-hikae: Madara-hebi       | Zenigata Heiji: Mottled Snake | Дела Дзэнигаты Хэйдзи: Пёстрая Змейка   | Дзэнигата Хэйдзи           |
| 1957 | 鼠小僧忍び込み控        | Nezumi-kozo shinobikomi-hikae: Ne-no-koku sanjo  |                               |                                         | вор Нэзуми-кодзо Дзирокити |
| 1957 | 源氏物語 浮舟           | Genji monogatari: Ukifune                        |                               | Повесть о Гэндзи: Укифунэ               | Каори-но-Кими              |
| 1957 | 刃傷未遂                | Ninjou misui                                     |                               | Покушение                               |                            |
| 1957 | 銭形平次捕物控 女狐屋敷 | Zenigata Heiji torimono-hikae: Megitsune yashiki |                               | Дела Дзэнигаты Хэйдзи: Дом женщины-лисы | Дзэнигата Хэйдзи           |
| 1957 | 鳴門秘帖                | Naruto Hicho                                     |                               |                                         |                            |
| 1957 | 雪の渡り鳥              | Yuki no wataridori                               |                               | Снежная птица                           | Койна но Гимпэй            |

| Год  | Японское название         | Транслитерация                                      | Английское название                                                        | Русское название                         | Роли                    |
| ---- | ------------------------- | --------------------------------------------------- | -------------------------------------------------------------------------- | ---------------------------------------- | ----------------------- |
| 1958 | 銭形平次捕物控 八人の花嫁 | Zenigata Heiji torimono-hikae: Hachinin no hanayome |                                                                            |                                          | Дзэнигата Хэйдзи        |
| 1958 | 遊侠五人男                | Yūkyō gonin otoko                                   |                                                                            | Пятеро отважных                          | Комакино Гэмпати        |
| 1958 | 江戸っ子祭                | Edokko matsuri                                      | Shogun’s Holiday                                                           | Праздник в Эдо                           | рыбак Иссин Тасукэ      |
| 1958 | 忠臣蔵                    | Chūshingura                                         | The Loyal 47 Ronin / Chushingura                                           | 47 Ронинов / Тюсингура                   | Оиси Кураносукэ, Тамура |
| 1958 | 命を賭ける男              | Inochi o kakeru otoko                               | A Man Who Stakes His Life                                                  |                                          | Бандзуйин Тёбэй         |
| 1958 | 口笛を吹く渡り鳥          | Kuchibue o fuku wataridori                          |                                                                            |                                          | Итаро                   |
| 1958 | 銭形平次捕物控 鬼火燈篭   | Zenigata Heiji torimono-hikae: Onibi doro           |                                                                            | Дела Дзэнигаты Хэйдзи: Блуждающие огни   | Дзэнигата Хэйдзи        |
| 1958 | 花の遊侠伝                | Hana no yūkyō-den                                   |                                                                            |                                          | Итинодзё                |
| 1958 | 日蓮と蒙古大襲来          | Nichiren to Mōko daishūrai                          | Nichiren — a Man of Many Miracles / Nichiren and the Great Mongol Invasion |                                          | монах Нитирэн           |
| 1958 | 伊賀の水月                | Iga no Suigetsu                                     | Ambush at Iga Pass                                                         |                                          | Араки Матаэмон          |
| 1958 | 銭形平次捕物控 雪女の足跡 | Zenigata Heiji torimono-hikae: Yuki-onna no ashiato | The Fookmark of a Snow Fairy                                               | Дела Дзэнигаты Хэйдзи: След Снежной Девы | Дзэнигата Хэйдзи        |

| Год  | Японское название    | Транслитерация                 | Английское название           | Русское название              | Роли                 |
| ---- | -------------------- | ------------------------------ | ----------------------------- | ----------------------------- | -------------------- |
| 1959 | かげろう笠           | Kagerō-gasa                    |                               |                               | Ятаро                |
| 1959 | 女と海賊             | Onna to kaizoku                | Woman and Pirate              | Женщина и пират               | Сёгоро               |
| 1959 | 山田長政 王者の剣    | Yamada Nagamasa Oja no tsurugi | The Gaijin                    |                               | Ямада Нагамаса       |
| 1959 | 次郎長富士           | Jirochō Fuji                   | Jirocho Fuji                  |                               | Дзиротё из Симидзу   |
| 1959 | 四谷怪談             | Yotsuya kaidan                 | Ghost of Yotsuya              | Ёцуя Кайдан / Призрак из Ёцуя | хатамото Тамия Иэмон |
| 1959 | お役者鮫             | Oyashiki-zame                  |                               |                               | Итикава Сэндзюро     |
| 1959 | 歌麿をめぐる五人の女 | Utamaro o meguru gonin no onna | Utamaro, Painter of the Woman |                               | Китагава Утамаро     |
| 1959 | 風来物語 仁侠篇      | Fūrai monogatari: Ninkyō-hen   |                               |                               | Наодзиро             |
| 1959 |                      | Seki no Yatappe                |                               |                               | Ятаппэ               |

#### Кинофильмы 1960—1963 годов
| Год  | Японское название   | Транслитерация                            | Английское название                     | Русское название | Роли                   |
| ---- | ------------------- | ----------------------------------------- | --------------------------------------- | ---------------- | ---------------------- |
| 1960 | 二人の武蔵          | Futari no Musashi                         |                                         | Два Мусаси       | Хирата Мусаси          |
| 1960 |                     | Zenigata Heiji torimono-hikae: Bijin-gumo |                                         |                  | Дзэнигата Хэйдзи       |
| 1960 | 大江山酒天童子      | Ōeyama Shuten-dōji                        | The Demon of Mt. Oe                     | Демон горы Оэ    |                        |
| 1960 | 続次郎長富士        | Zoku Jirocho Fuji                         | Jirocho Fuji 2 / Jirocho the Chivalrous |                  | Дзиротё из Симидзу     |
| 1960 | 三人の顔役          | San-nin no kaoyaku                        | The Rambler in the Sunset               |                  |                        |
| 1960 | 疵千両              | Hi-sen-ryō                                | The River Fuefuki                       |                  | Такакура Тёэмон        |
| 1960 | 風来物語 あばれ飛車 | Fūrai monogatari: Abare Hisha             |                                         |                  | Наодзиро               |
| 1960 | 一本刀土俵入        | Ippon-gatana dohyo-iri                    |                                         |                  | Комагата Мохэй         |
| 1960 | 侠客春雨傘          | Kyōkaku harusame-gasa                     |                                         |                  | актёр Итикава Дандзюро |
| 1960 | 三兄弟の決闘        | San-kyodai no ketto                       |                                         |                  | Сютаро                 |

| Год  | Японское название           | Транслитерация                                 | Английское название | Русское название           | Роли             |
| ---- | --------------------------- | ---------------------------------------------- | ------------------- | -------------------------- | ---------------- |
| 1961 | 晴小袖                      | Hare-kosode                                    |                     |                            | Сандзиро         |
| 1961 | 銭形平次捕物控 夜のえんま帳 | Zenigata Heiji torimono-hikae: Yoru no emmacho |                     |                            | Дзэнигата Хэйдзи |
| 1961 | 桜田門                      | Sakuradamon                                    |                     | Сакурадамон                |                  |
| 1961 | 水戸黄門海を渡る            | Mito Kōmon umi o wataru                        |                     | Мито Комон пересекает море | Мито Комон       |
| 1961 | 黒い三度笠                  | Kuroi sando-gasa                               |                     | Чёрная шляпа               | Омаэда Эйгоро    |
| 1961 | 銭形平次捕物控 美人鮫       | Zenigata Heiji torimono-hikae: Bijin-zame      |                     |                            | Дзэнигата Хэйдзи |

| Год  | Японское название     | Транслитерация                  | Английское название | Русское название              | Роли       |
| ---- | --------------------- | ------------------------------- | ------------------- | ----------------------------- | ---------- |
| 1962 | 裁かれる越前守        | Sabakareru Echizen no kami      |                     | Расследования судьи Этидзэна  |            |
| 1962 | 仲よし音頭 日本一だよ | Nakayoshi ondo Nippon ichi dayo |                     |                               | (сам себя) |
| 1962 | 青葉城の鬼            | Aoba-jo no oni                  |                     | Демон замка Аоба              | Харадакай  |
| 1962 | 秦・始皇帝            | Shin Shikotei                   | The Great Wall      | Великая Стена / Цинь Шихуанди | советник   |

| Год  | Японское название | Транслитерация | Английское название                            | Русское название              | Роли                        |
| ---- | ----------------- | -------------- | ---------------------------------------------- | ----------------------------- | --------------------------- |
| 1963 | 雪之丞変化        | Yukinojō henge | Revenge of a Kabuki Actor / An Actor’s Revenge | Месть актёра / Месть Юкинодзё | актёр Юкинодзё, вор Ямитаро |
| 1963 | 江戸無情          | Edo mujō       |                                                | Жестокий Эдо                  | Вакисака Авадзи-но-ками     |

### Телефильмы и телесериалы
| Студия, годы   | Японское название | Транслитерация              | Английское название | Русское название          | Роли                   |
| -------------- | ----------------- | --------------------------- | ------------------- | ------------------------- | ---------------------- |
| NHK, 1964      | 赤穂浪士          | Akō Rōshi                   |                     | Ронины из Ако             | Оиси Кураносукэ        |
| TBS, 1966—1968 | 半七捕物帖        | Hanshichi torimonochō       |                     | Дела детектива Хансити    |                        |
| ???, 1968      |                   | Kagerō                      | Kagerou             |                           |                        |
| TV Asahi, 1971 | 人形佐七捕物帳    | Ningyō Sashichi torimonochō |                     |                           | камео в 1 эпизоде      |
| TV Asahi, 1973 | 長谷川伸シリーズ  | Hasegawa Shin shiriizu      |                     | Записки Синдзиро Хасэгавы | камео в эпизодах 18-19 |